# Ираклий
Флавий Ираклий Август (на латински: Flavius Heraclius Augustus; на гръцки: Ηράκλειος, Hērakleios; * 575 г.; † 11 февруари 641 г.) е източноримски император, управлявал в периода 5 октомври 610 – 11 февруари 641 г. Известен също и като Ираклий I, а в историческите извори на арабските му съвременници е наричан Харкал.
Поставя началото на първата ромейска династия – династията на Ираклиите. Способен реформатор, въвел дълбоки промени във византийския управленски и военен ред. Създава темната организация на провинциите, която е гръбнакът на Източната Римска империя през следващите векове. Стабилизира империята, неутрализира персите и аварите като врагове. По време на неговото управление са първите сблъсъци между християни и мюсюлмани, вследствие на които империята загубва Светите земи, Сирия и Египет. Поддържа добри отношения с владетеля на Велика България хан Кубрат, когото през 635 година удостоява с титлата патриций.

## Идване на власт
Син на влиятелния бивш управител на Картаген, носещ също името Ираклий, от арменски произход, който е един от ключовите военачалници във войната през 590 година срещу Персийската империя, под властта на император Маврикий. Не се знае точното място на раждане на император Ираклий, но със сигурност е прекарал младостта си в Северна Африка.

### Бунт на Ираклиите
През 608, неговият баща, Ираклий Стари, екзарх на Картаген, и брат му Григорий, следващ в йерархията, въстават срещу император Фока, който свалил от престола Маврикий шест години преди това. Въстаниците отсекли свои монети, на които се виждат двамата Ираклии с императорски атрибути, въпреки че никой от тях не се е провъзгласил за император. Събрали войска и флота. Никита, син на Григорий и първи братовчед на Ираклий Млади, напада по суша Египет, и след като през 609 г. разбива Бонос, генерал на Фока, се провъзгласява за управител на провинцията.

### Завладяване на трона
По същото време младият Ираклий акостира с флотата на изток, минавайки през Сицилия и Кипър. В околностите на Константинопол влиза в контакт с аристократите от града, които го убедили, че ще бъде добре дошъл. При пристигането му в града Ескувитите (елитна имперска гвардия, която се намира под властта на Приск, зет на Фока) преминават на страната на Ираклий и той успява да влезе в града без съпротива. Заловеният Фока е докаран при Ираклий, който го попитал: „Значи така управляваше държавата!?“, на което Фока отвърнал: „Ти едва ли ще управляваш по-добре!“. Фока веднага е обезглавен от Ираклий, а тялото му изгорено на Бичия форум. Ираклий предлага императорската корона на Приск, който отказва. Тогава сенатът и димите провъзгласяват Ираклий за император на Римската империя.
На 5 октомври 610 г. Ираклий е коронован в църквата „Света София“, малко след това се оженва за своята годеница, Фабия, която приема името Евдокия. Императрицата, много почитана в Констанинопол, умира през 612 година. Ираклий сключва втори брак със своята племенница Мартина.

## Войната с Персия
Когато Ираклий завзема властта империята се намира в много критично положение. Бунтът на Фока срещу Маврикий през 602 г. оставя Дунавския лимес незащитен, позволявайки навлизането на аварите на Балканите. На източната граница шахиншах Хозрой II от Персия, бивш съюзник на император Маврикий, използва убийството му като претекст за деклариране на война с Византия. В персийския двор имало човек, който твърдял, че е Теодосий – син на Маврикий и Хосрой, защитавал претенциите му за трона. По времето на узурпатора Фока, войната се печелели от персите, които достигат до Сирия. Година преди Ираклий да се качи на трона, персийският генерал Шахрбараз завзема Антиохия.
Въпреки че император Ираклий се опитва да договори мир, Хозрой ІІ отказва да преговоря, считайки го за поредния узурпатор. Първите военни действия на Ираклий завършват неуспешно и персите настъпват на запад. Те завземат Дамаск през 613, и през 614 пада Ерусалим, където завоевателите причиняват големи щети на църквата „Свето Възкресение Христово“ над Божи гроб и открадват Светия кръст и други светини, които занасят в Ктезифон. После нападат Египет, житницата на Византийската империя, и правят бързо навлизане в Анадола, стигайки до Халкедон, на азиатския бряг на Босфора. Казват, че населението на Константинопол можело да види през нощта отражението във водата на огньовете на персийските караули.
В първите десет години от управлението му, ситуацията станала толкова сериозна, че Ираклий наистина започнал да обмисля възможността да премести столицата на империята в Картаген. В крайна сметка решил да остане на изток и се заел с преорганизирането на византийската войска. Възможно е да е бил създателят на темата, административни единици, които в същото време са военни подразделения, под властта на един стратег или военен управител. Според други автори тази организация е направена няколко десетки години по-късно.
След преструктурирането на войската, Ираклий застава начело и във войната си срещу персите. Така той става първият император дирижирал лично кампания срещу външен враг от времето на Теодосий I. Доверявайки се на факта, че Константинопол е добре защитен и отказвайки се от една изтощителна война за възвръщане на загубените провинции, през пролетта на 622 г. начело на силен контингент той плава по Черно море до Исо, с цел да навлезе в сърцевината на Персийската империя. Ираклий побеждава Шахрбараз есента на същата година, някъде в Кападокия. Кампанията на изток продължила в следващите няколко години.

### Защита на Константинопол и победа
През 626 г., в отсъствието на император Ираклий, Константинопол е обсаден от аварите, но опитите на персите да помогнат на новите си съюзници, прекосявайки Босфора, са провалени от византийската флота. Населението на града, ръководено от патриарх Сергий, дава силен отпор и аварите свалили обсадата. През това време Ираклий получава помощта на хазарите и други тюркски народи и разпалва съществуващите вътрешни разделения между персите. Той убедил генерал Шахрбараз, че Хосрой ІІ е наредил убийството му от завист, с което постигнал неговата неутралност.
В решителната битка при Ниневия през 627 г., византийските сили разбиват персите водени от Разатес. Въпреки това, шах Хосрой II не приел мира и Ираклий продължавал да напредва към Ктесифон, столицата на Персия. Преди ромейските легиони да стигнат до града, персийската аристокрация детронирала Хосрой ІІ. Наследникът на престола подписал мирния договор, връщайки на Византия всички територии завладени от персите. Династията на Сасанидите никога нямало да се възстанови от това поражение. На 14 септември 628 г. победителят Ираклий се завръща триумфално в Константинопол.

## Последните години
През 630 г. Ираклий достига апогея на своята мощ и слава, отивайки тържествено в Йерусалим, където поставя отново кръста в църквата на Гроба Господен. По това време Мохамед успява да обедини номадските племена от Арабския полуостров и само няколко години след това ислямът се устремява срещу империята в една неспирна офанзива.
В чест на победите Ираклий приел персийската титла „Цар на Царете“, изоставяйки старата императорска титла „Augustus“. Скоро след това се нарича василевс (на гръцки: Βασιλεύς, на латински: basileus – гръцка дума, означаваща „владетел“) и така започнали да се наричат византийските монарси до самия край на империята. Също така сменя латински с гръцки като официален език. След неговото царуване Византийската цивилизация вече е маркирана с елински характер много по-осезаемо от преди.
В опитите си да спаси религиозното единство на империята, застрашена от монотелитите, Ираклий се опитва да намери формулата на компромиса между монотелитството, доктрина пропагандирана от патриарх Сергий, която е считана за еретична от Папа Йоан IV. Когато монотелитските провинции биват завладени от исляма, монотелизмът загубва своята важност и бива изоставен.

### Начало на арабската експанзия
Старите империи Византия и Персия са твърде изтощени от продължителните конфликти, за да противостоят на новата арабска заплаха. Когато мюсюлманите нападат Сирия и Палестина през 634, Ираклий, който бил болен, не може да поведе лично войските си и неговите военачалници се провалят. В битката при Ярмук през 636, византийците, по-многобройни, биват разбити от арабите. Най-вероятно това се случва поради преминаването на 12 000 араби-християни от византийска на арабска страна. В ръцете на арабските завоеватели падат градовете Дамаск (635 г.) и Йерусалим (638 г.). Сирия и Палестина биват загубени завинаги. По същото време персите губят Месопотамия. Единствено планинският терен на Мала Азия задържал арабското настъпление към столицата на Византия. През следващите десетилетия обаче и тази пречка била преодоляна и арабите отново опустошавали малоазийските земи. Особено опасно за Византия станало положението, когато към средата на VII век арабите построили свой флот, започнали набези по средиземноморските острови, в Северна Африка и в Сицилия. Нарушено било византийското влияние в Средиземно море.
В края на живота си Ираклий, изпаднал в състояние на физически и психически срив, става безучастен свидетел на покоряването на по-голямата част от Египет от арабите (641 г.). Ираклий умира през 641 г. и е наследен от Константин III Ираклий, първороден син от брака му с Евдокия и Ираклеон, син на Мартина, втората му съпруга.
Въпреки фаталния край на царуването му, Ираклий е един от най-талантливите византийски императори. Той спасява империята от сигурна смърт и благодарение на неговите реформи във всички сфери на държавничеството арабите биват задържани в Мала Азия, и също така в Северна Африка, където арабите ще се забавят още 60 години докато я завладеят. Макар обаче империята да оцелява, много от богатите провинции като Сирия и Египет са изгубени безвъзвратно. Арабите не само отнели на Византия нейните най-богати провинции, но я принудили в продължение на близо три века да се бори за самото си оцеляване.